# شورتان
شورتان (به لاتین: Şurtan) یک منطقه مسکونی در جمهوری آذربایجان است که در شهرستان کلبجر واقع شده است.